# Corydalis cava
Corydalis cava là một loài thực vật có hoa trong họ Anh túc. Loài này được (L.) Schweigg. & Körte mô tả khoa học đầu tiên năm 1811.

## Hình ảnh

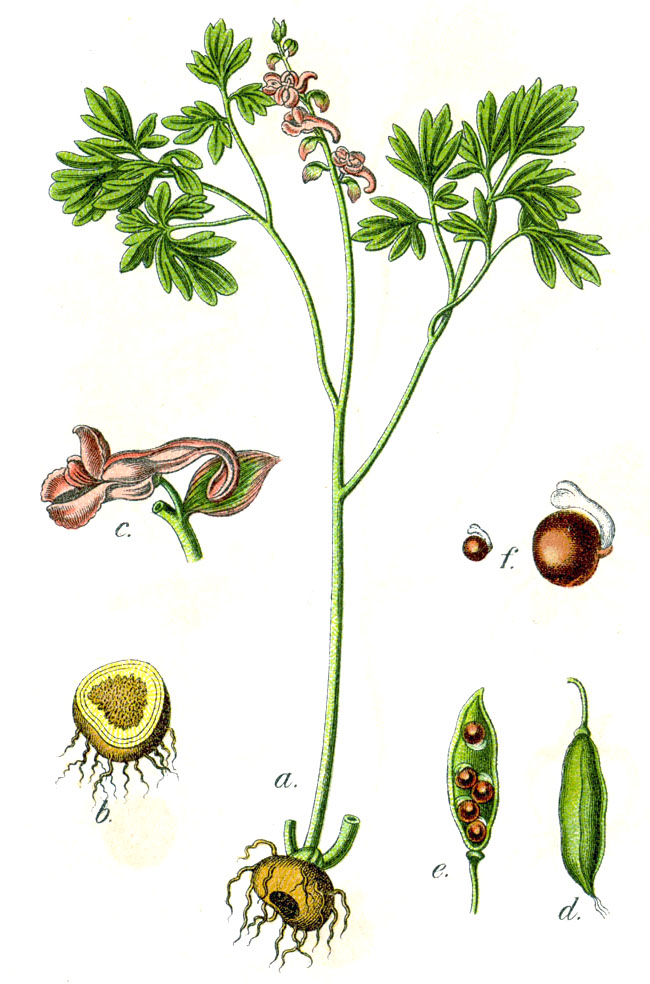
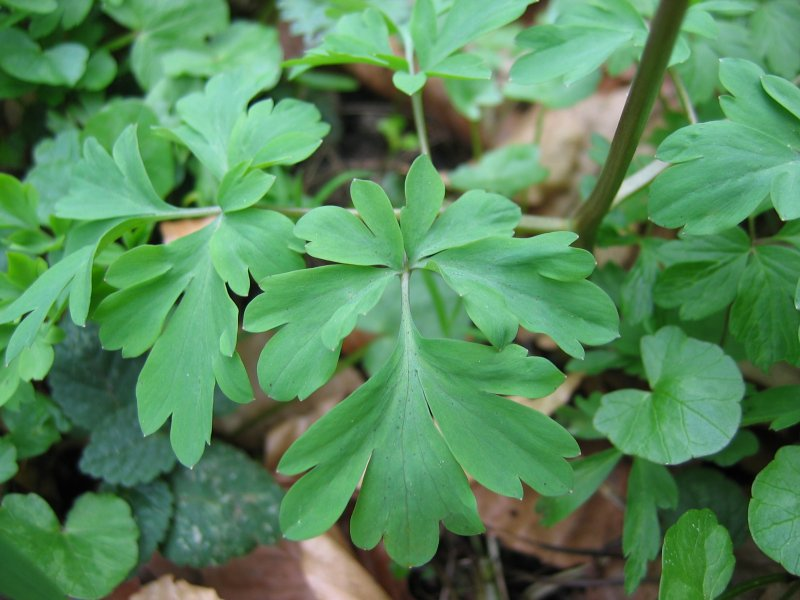
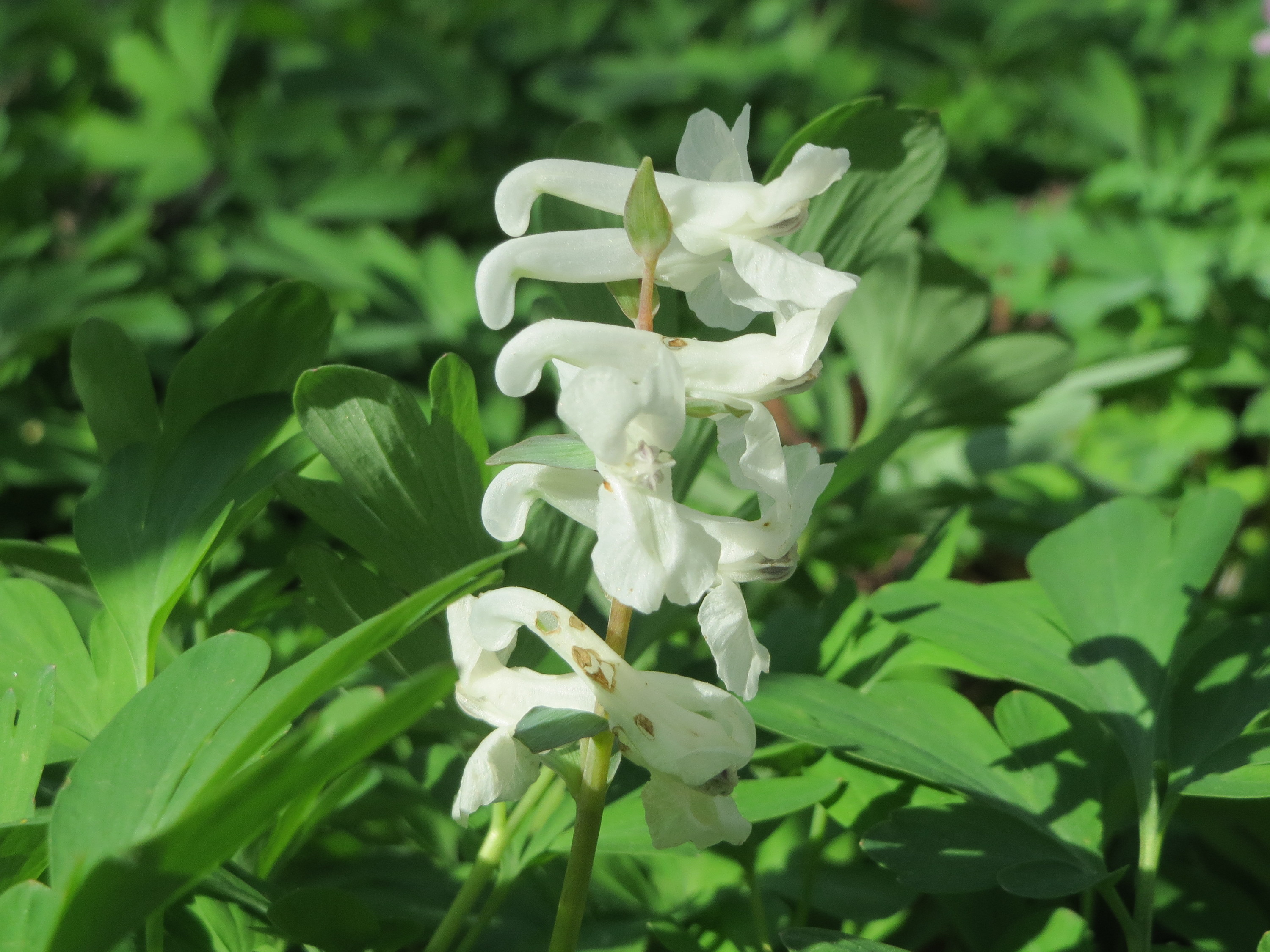
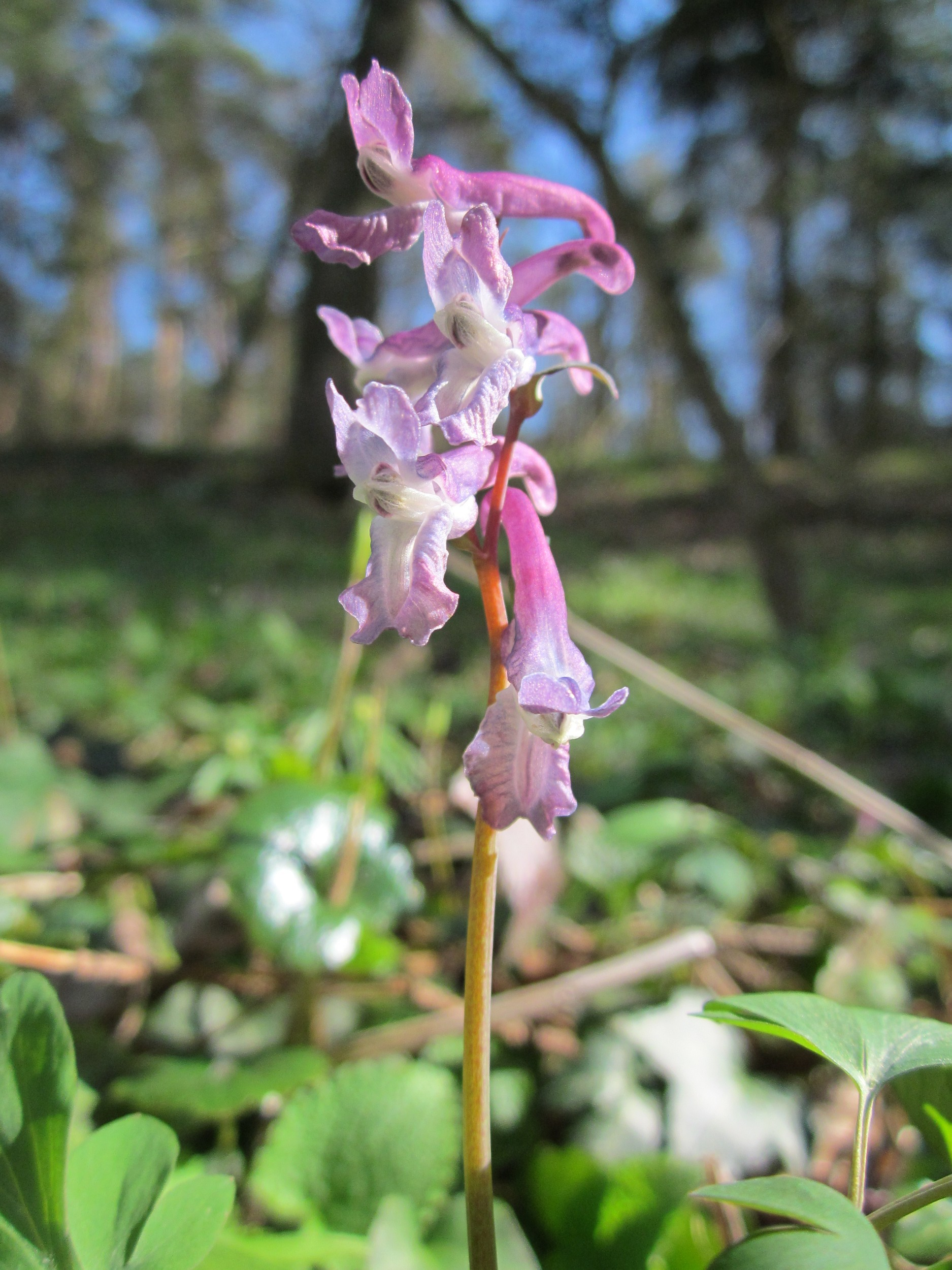